# Mazha, Guangdong
Mazha (kinesiska: 麻榨) är en köping i sydöstra Kina. Den ligger i Longmen härad i staden Huizhou i provinsen Guangdong, omkring 84 kilometer nordost om provinshuvudstaden Guangzhou. Antalet invånare är 22 128. Befolkningen består av 10 703 kvinnor och 11 425 män. Barn under 15 år utgör 21,0 %, vuxna 15-64 år 66 %, och äldre över 65 år 11,0 %.